# Strands IF
Strands Idrottsförening  eller Strands IF er en sportsklub i Hudiksvall i Sverige. Strands IF blev dannet i 1901 og bedriver i dag fodbold, atletik, baseball og kunstskøjteløb. 1925 vandt klubben det Norrländske fodboldsmesterskab. Klubben har spillet i Sveriges tredje højeste division i fodbold, hvor den debuterede i sæsonen 1934/1935. Atletikavdelningen har haft flere landsholdsfolk.

## Danskere
- Bjarne Bender Mortensen